# Louis-Pierre Baltard

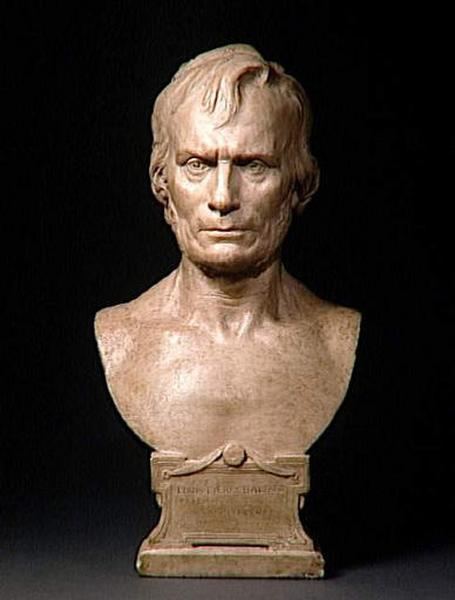
Louis-Pierre Baltard, Statue geschaffen von Eugène Guillaume

Louis-Pierre Baltard (* 9. Juli 1764 in Paris; † 22. Januar 1846 in Lyon) war ein französischer Architekt, Maler, Kupferstecher und Radierer des Klassizismus.

## Leben
Baltard erhielt zunächst eine Ausbildung im Kupferstechen und Zeichnen in der von Jean-Jacques Bachelier 1766 in Paris gegründeten Freischule (französisch École Royale Gratuite de Dessin). Später wurde er in die Ecole academique d’architecture aufgenommen, die damals im Louvrepalais untergebracht war. Hier erhielt er unter anderem Unterweisungen durch Claude-Nicolas Ledoux, Richard Mique (den Hofarchitekten Marie-Antoinettes) und Antoine-François Peyre. In den Jahren 1784 bis 1788 entwarf er Baupläne und fertigte Zeichnungen von Kunstaltertümern für den Comte de Caylus und Louis Auguste Le Tonnelier de Breteuil. Der Minister des Königshauses entsandte ihn 1788, mit einer Jahrespension ausgestattet, nach Rom, um dort die Monumente der römischen Antike zu zeichnen. Er brachte zahlreiche Bilder in Öl, Sepia, Tusche oder Rötelzeichnungen mit zurück.
Anschließend war er für einige Zeit in Lyon als Ölmaler aktiv und ging 1791 zurück nach Paris, wo er eine Anstellung als Dekorationszeichner am Opernhaus angenommen hatte. Später diente er im Geniekorps der französischen Armee als Konstruktionszeichner. 1818 wurde er Professor für Architekturtheorie an der Pariser École des beaux-arts. Nachdem er mehrere städtische Ämter bekleidet hatte, wurde er 1837 zum „Inspecteur general des Travaux de Paris“. In den Jahren 1791 bis 1835 beschickte er die Ausstellungen des Pariser Salons mit Gemälden, Tusch-, Feder- und Bleistiftzeichnungen, auf denen zumeist historische Landschaften, Ansichten aus Italibn, aus der Schweiz und von der Isere zu sehen waren, aber auch Bauentwürfe und Rekonstruktionen antiker Baudenkmäler. Viele seiner Werke ätzte er selbst in Aquatinta auf Kupfertafeln. Er schuf zudem zahlreiche in Kupfer gestochene Illustrationsplatten für Dominique-Vivant Denons Werk Voyage dans la haute et basse Egypte. Er fertigte zudem Porträts, so beispielsweise ein Kupferstichporträt des Philibert de l’Orme und war als Steinzeichner tätig.
Sein Sohn Victor Baltard wurde später Stadtarchitekt von Paris.

## Werke

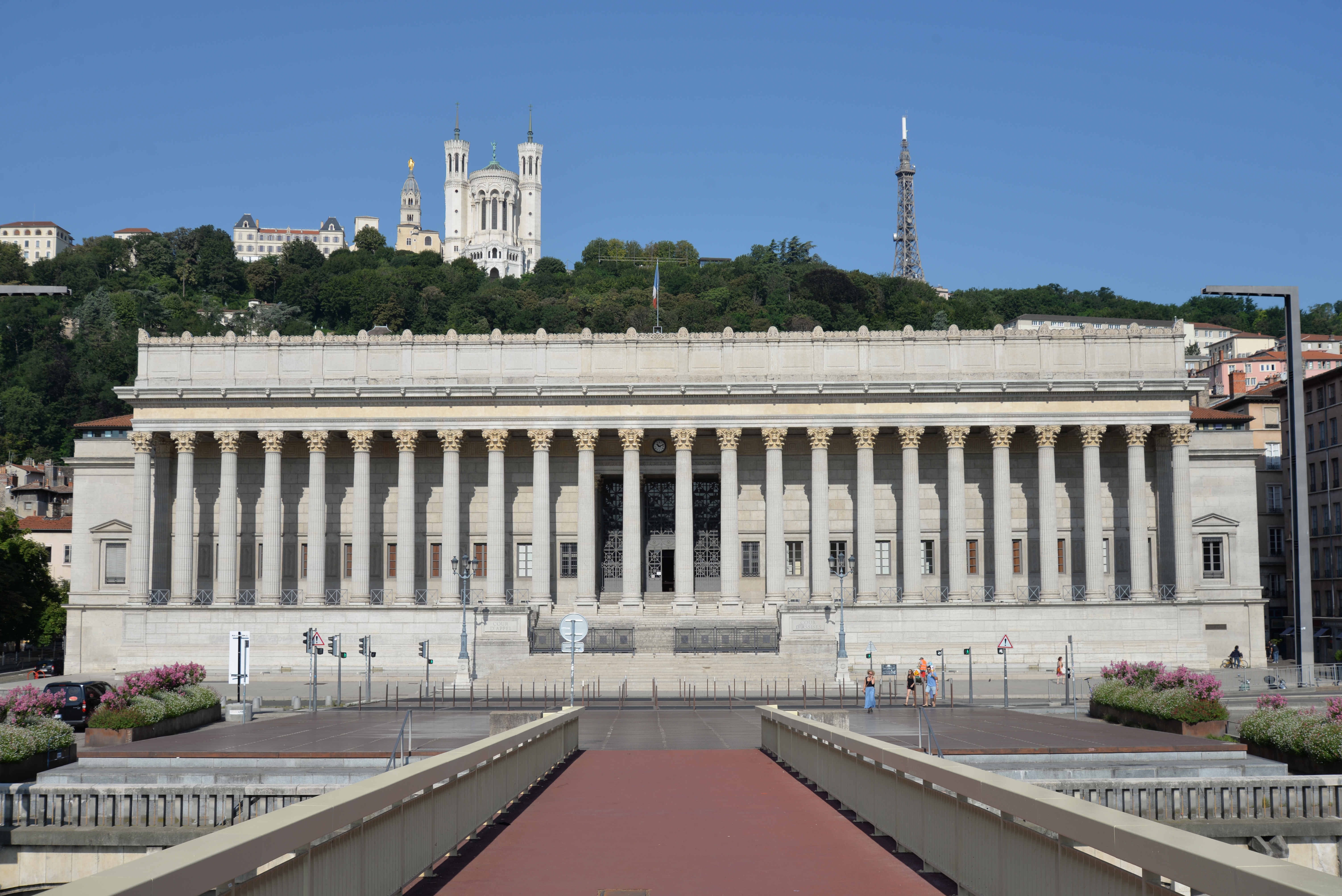
Justizpalast in Lyon
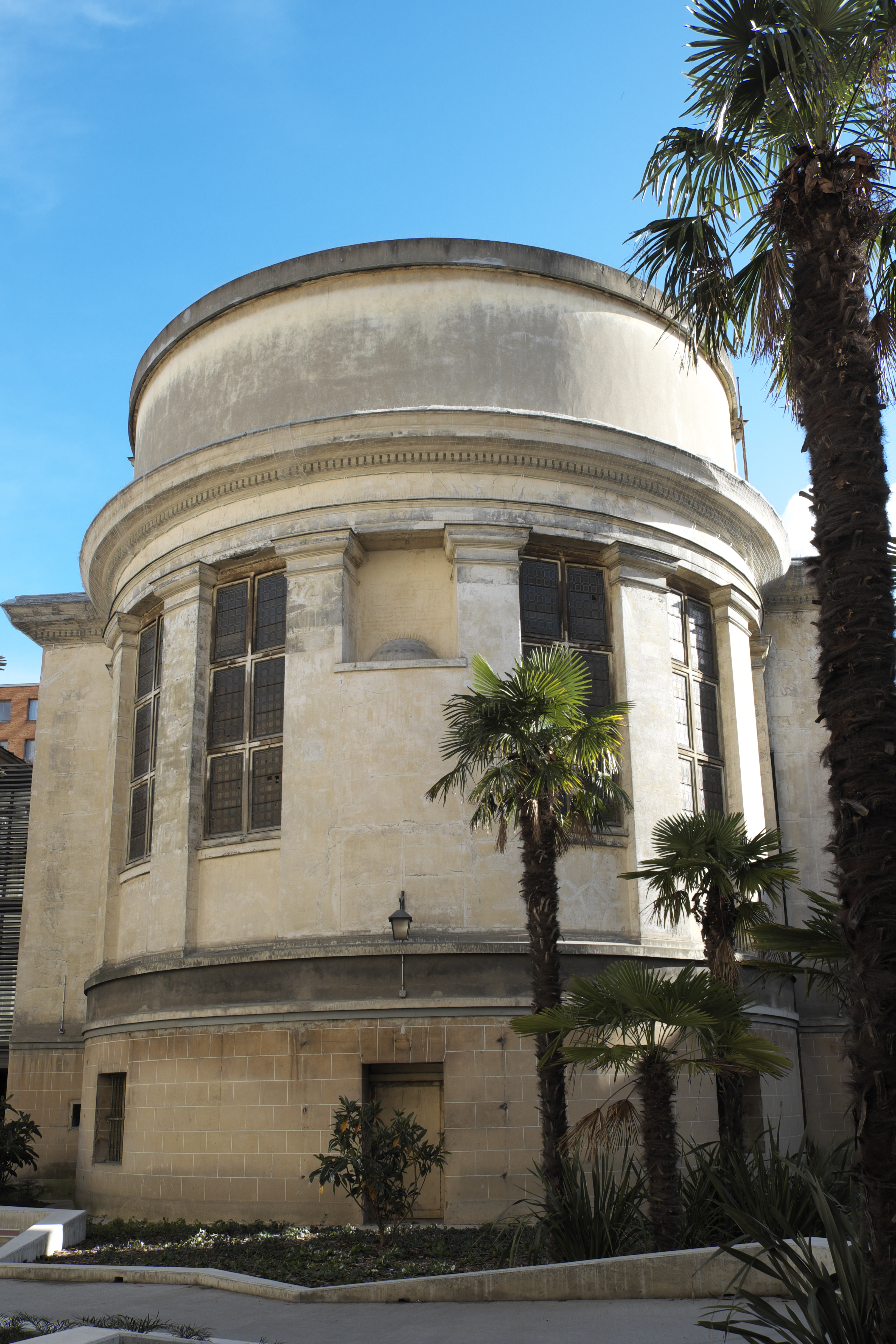
Kapelle des ehemaligen Gefängnisses Saint-Lazare
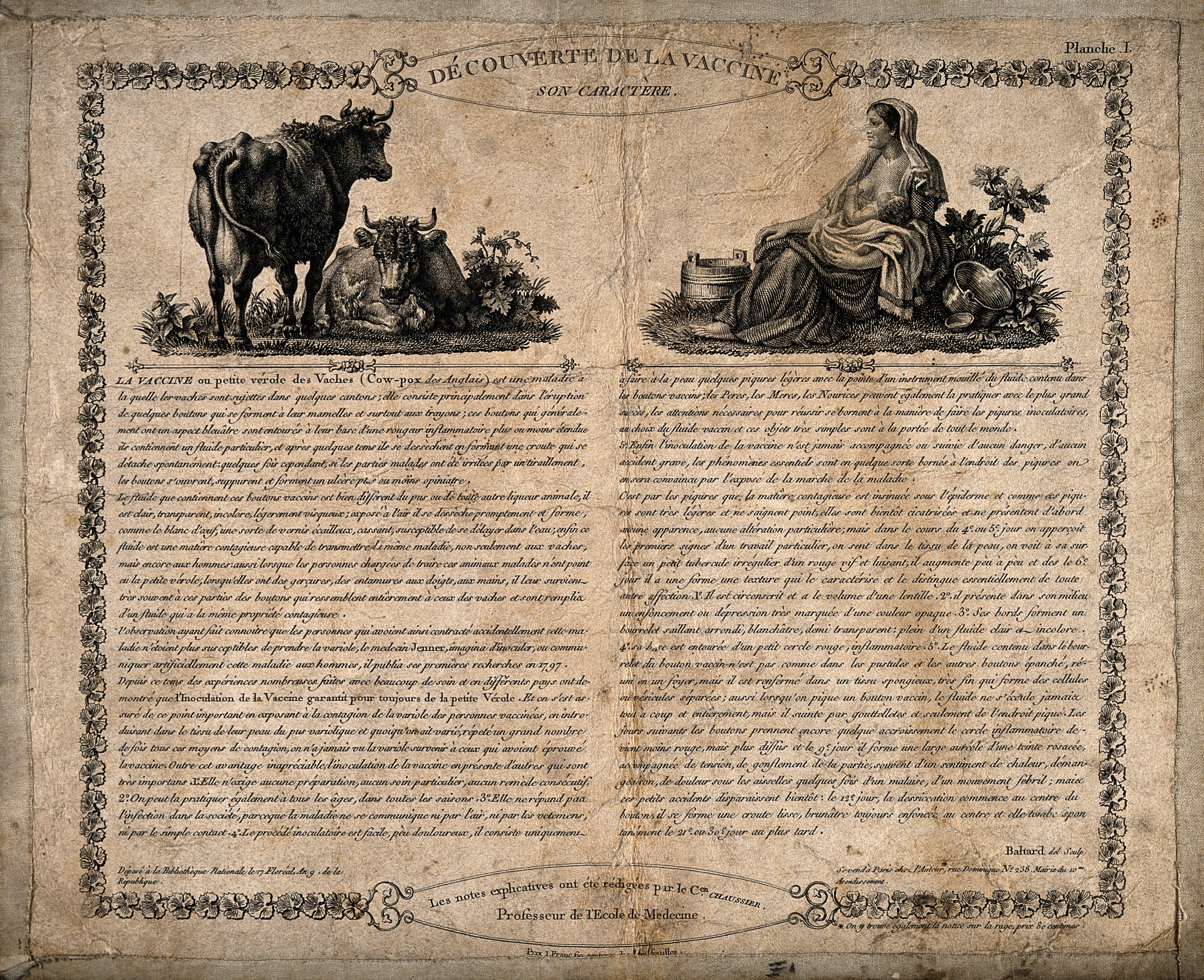
Zwei Vignetten zum Thema Impfung
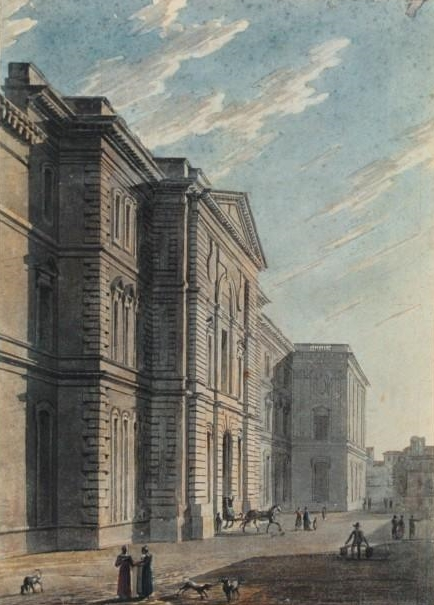
Außenansicht des Cour Carrée (Pavillon Marengo)

Baltards Werke sind dem Klassizismus zuzuordnen.
- Kapellen in den Gefängnissen von Ste. Pelagie und 1824 von Saint-Lazare in Paris
- Gebäude in Bicêtre (1815 und 1818)
- Salzspeicher (1828, nicht mehr vorhanden), das Gefängnis von St. Joseph zu Perrache (1836),  Palais de Justice (1836–1842) in Lyon

Schriften (Auswahl)
- Recueil de vues des monuments antiques et des principales fabriques de Rome. 1801.
- Paris et ses monuments, dessines et graves par Baltard, avec des descriptions historiques par le citoyen Am^aury Duval. 1803.
- Essai methodique sur la decoration des edifices. 1817.